# Theodorus Beza
Theodorus Beza (Théodore de Bèze sau de Bèsze) (n. 24 iunie 1519, Vézelay, Bourgogne, Franța – d. 13/23 octombrie 1605, Geneva, Republica Geneva⁠(d)) a fost un teolog francez creștin protestant și cărturar care a jucat un rol important în Reformă. A fost un discipol al lui Jean Calvin și a trăit cea mai mare parte a vieții în Elveția.

## Tinerețea
Théodore s-a născut la Vézelay, în Bourgogne. Tatăl său, Pierre de Bèze, guvernator regal de Vézelay, descindea dintr-o influentă familie burgundă; mama sa, Marie Bourdelot, era cunoscută pentru generozitatea sa. Tatăl lui Beza avea doi frați: Nicholas, membrul al Parlamentului de la Paris, și Claude, abate la mănăstirea cisterciană Froimont în dieceza Beauvais. Nicholas, care era necăsătorit, a fost atât de încântat de Théodore în timpul unei vizite la Vézelay încât, cu permisiunea părinților, l-a luat la Paris pentru a-l educa. De la Paris, Théodore a fost trimis la Orléans în decembrie 1528 pentru a putea învăța de la faimosul profesor german Melchior Wolmar. A fost primit în casa lui Wolmar, iar ziua aceea o va sărbători mai târziu ca o a doua zi de naștere.
Tânărul Beza și-a urmat în curând profesorul la Bourges, unde cel din urmă fusese chemat de ducesa Margareta de Angouleme, sora lui Francisc I. Bourges era unul din locurile din Franța în care inima mișcării de Reformă bătea cel mai tare. Când, în 1534, Francisc I a dat edictul împotriva inovațiilor ecleziastice, Wolmar s-a întors în Germania și, în acord cu dorința tatălui său, Beza s-a întors la Orléans pentru a studia dreptul, petrecând acolo patru ani (1535-1539). Acest studiu nu îl atrăgea prea tare, bucurându-se mai mult de cititul clasicilor Antichității, ca Ovidiu, Catullus și Tibullus. Și-a dobândit licența în drept pe 11 august 1539 și, așa cum dorea tatăl său, a mers la Paris, unde a început să practice. Rudele sale obținuseră pentru el două beneficii, ale căror venituri se ridicau la 700 de coroane de aur pe an, iar unchiul său promisese că îl va face succesorul său.
Beza a petrecut șapte ani fericiți la Paris și a obținut în curând o poziție proeminentă în cercurile literare. Pentru a se sustrage tentațiilor cărora era expus, s-a logodit în anul 1544 cu o fată de origine umilă, Claudine Denoese, logodna fiind cunoscută doar de doi prieteni, însă Beza promisese că o va face publică de îndată ce i-o vor permite circumstanțele. Publică o colecție de poeme latinești, Juvenilia, care îl făcură faimos, fiind considerat ca unul din cei mai buni poeți în latină ai vremii sale.
Dar în curând a căzut bolnav, ceea ce l-a îndemnat să se convertească. Atunci a hotărât să rupă relațiile vremii și a mers la Geneva, orașul de refugiu pentru evanghelicii francezi, unde a sosit împreună cu Claudine pe 23 octombrie 1548.

## Profesor la Lausanne
A fost primit călduros de Ioan Calvin, care îl întâlnise deja în casa lui Wolmar, și s-a căsătorit în mod solemn și public în biserică. Beza nu avea deocamdată o ocupație, așa că a mers la Tübingen pentru a-și vede fostul profesor, Wolmar. În drum, l-a vizitat pe Viret la Lausanne, acesta reținându-l și numindu-l ca profesor de greacă la academia din loc.
În ciuda muncii intense care îi revenea, Beza a găsit timp pentru a scrie o dramă biblică, Abraham Sacrifiant (publicată în 1550 la Geneva), în care contrasta catolicismul cu protestantismul; lucrarea a fost bine primită. În iunie 1551, a adăugat câțiva psalmi Psaltirii franceze începute de Marot, lucru în care a avut iarăși succes.
Cam în același timp, a publicat Passavantius, o satiră directă împotriva lui rău-famatului Pierre Lizet, fost președinte al Parlamentului din Paris și principalul originator al "camerei de foc" (chambre ardente), care, fiind în acea vreme (1551) abate la St. Victor, lângă Paris, dorea să dobândească faimă ca învingător al ereziei prin publicarea unui număr de scrieri polemice.
Mai serioase au fost alte două controverse în care a fost implicat Beza la acea vreme. Prima se leagă de doctrina predestinării și controversa lui Calvin cu Jerome Hermes Bolsec. A doua se referă la arderea pe rug a lui Michael Servetus la Geneva pe 27 octombrie 1553. În apărarea lui Calvin și a magistraților genevezi, Beza a publicat în 1554 lucrarea De haereticis a civili magistratu puniendis, tradusă apoi în franceză în 1560.

## Călătorii pentru cauza protestanților
În 1557, Beza s-a interesat în mod special de valdenzii Piemontului, persecutați de guvernul francez, și în favoarea lor a călătorit cu Farel la Berna, Zürich, Basel, Schaffhausen, de acolo la Strasbourg, Mumpelgart, Baden și Göppingen. În Baden și Göppingen, Beza și Farel au trebuit să pronunțe opinia lor și cea valdenză despre sacramente, iar pe 14 mai 1557, au prezentat o declarație scrisă în care își formulau în mod clar poziția.  Această declarație a fost bine primită de teologii luterani, însă puternic dezaprobată în Berna și Zürich.
În toamna anului 1557, Beza a întreprins o a doua călătorie cu Farel la Worms, via Strasbourg, pentru a mijloci la prinții evanghelici ai Imperiului în favoarea fraților persecutați la Paris. Cu Philipp Melanchthon și alți teologi adunați la Colocviul de la Worms, Beza a discutat unirea tuturor creștinilor protestanți, dar această propunere a fost respinsă hotărât de Zürich și Berna. Știri mincinoase ajungând la urechile prinților germani, cum că ostilitățile din Franța împotriva hughenoților încetaseră, nu a fost trimisă nici o solie la curtea Franței, iar Beza a întreprins o altă călătorie în interesul hughenoților, mergând cu Farel, Johannes Buddaeus și Gaspard Carmel la Strasbourg și Frankfurt, unde s-a hotărât trimiterea unei solii la Paris.

## Stabilirea la Geneva
Întorcându-se la Lausanne, Beza a fost foarte tulburat. Împreună cu mulți clerici și profesori din oraș și împrejurimi, Viret se hotărâse în sfârșit să întemeieze un consistoriu și să introducă disciplină ecleziastică capabilă de excomunicare, în special de la celebrarea Euharistiei. Dar bernezii nu doreau un guvernământ bisericesc calvinist; aceasta a cauzat numeroase dificultăți, iar Beza s-a hotărât că ar fi mai bine să stabilească la Geneva (1558).
Aici a ocupat la început postul de profesor de greacă în nou-înființata academie, iar după moartea lui Calvin și acela de teologie; în plus, era obligat să predice. A terminat revizuirea traducerii Noului Testament făcută de Olivetan, începută câțiva ani înainte. În 1559, a întreprins o altă călătorie în interesul hughenoților, de această dată la Heidelberg; cam în același timp a trebuit să-l apere pe Calvin împotriva lui Joachim Westphal și Tileman Hesshusen în Hamburg.
Mai importantă decât această activitate polemică a fost propria confesiune de credință a lui Beza. A fost la origine pregătită pentru tatăl său ca justificare a acțiunilor sale și a fost publicată în formă revizuită pentru a promova cunoștințele evanghelice în rândul compatrioților lui Beza. A fost tipărită în latină în 1560 cu o dedicație pentru Wolmar.

## Evenimentele din1560-1563
În acest răstimp, lucrurile luaseră o asemenea întorsătură în Franța că protestantismului îi părea hotărât cel mai fericit viitor. Regele Anton al Navarrei, cedând cererile urgente ale nobililor evanghelici, își declarase disponibilitatea de a asculta un învățător proeminent al Bisericii. Beza, nobil francez și conducător al academiei din metropola protestantismului francez, a fost invitat la Castelul Nerac, însă nu a putut planta sămânța credinței evanghelice în inima regelui.
În anul următor (1561), Beza i-a reprezentat pe evanghelici la Colocviul de la Poissy și a apărat principiile credinței evanghelice într-o manieră elocventă. Colocviul nu a avut nici un rezultat, dar Beza, cap și avocat al tuturor congregațiilor reformate din Franța, și-a câștigat în același timp respect și ură. Regina a insistat pentru un nou colocviu, care s-a deschis la St. Germain pe 28 ianuarie 1562, la unsprezece zile după proclamarea faimosului Edict din ianuarie care oferea importante privilegii celor de credință reformată. Dar colocviul s-a sfârșit când a devenit evident (după masacrul de la Vassy din 1 martie) că partea catolică se pregătea să elimine protestantismul.
Beza emise în grabă o scrisoare circulară (25 martie) către toate congregațiile reformate ale Regatului, iar el împreună cu Condé și trupele aceluia a trecut în Orléans. Era necesar să se procedeze repede și puternic, însă nu existau nici soldați și nici bani. La cererea lui Condé, Beza a vizitat toate orașele hughenote pentru a le obține pe ambele; de asemenea, a scris un manifest în care cerea dreptate pentru cauza reformată. Ca unul din mesageri meniți să strângă soldați și bani de la coreligionarii săi, Beza a fost numit să vizite Anglia, Germania și Elveția. A mers la Strasbourg și Basel, însă a avut parte de eșec. Apoi s-a întors la Geneva, pe 4 septembrie. Nu se afla acolo de mai mult de 14 zile când a fost chemat încă o dată la Orléans de D'Andelot. Campania a avut mai mult succes, însă publicarea Edictului de pacificare acceptat de Condé (12 martie 1563) l-a umplut cu oroare pe Beza și întreaga Franță protestantă.

## Succesor al lui Calvin
Pentru douăzeci și patru de luni, Beza fusese absent din Geneva, și intersele academiei și bisericii de acolo, precum și în special starea de sănătate a lui Calvin, făceau necesară întoarcerea sa, neexistând nimeni altcineva care să ia locul reformatorului, incapabil să mai poarte povara ce îi revenea. Calvin și Beza au convenit să își împartă îndatoririle alternativ în fiecare săptămână, însă moartea lui Calvin a survenit curând după aceea (27 mai 1564), iar Beza a devenit succesorul său.
Până în 1580, Beza a fost nu numai moderateur de la compagnie des pasteurs, dar și sufletul instituției de învățământ din Geneva pe care Calvin o fondase în 1559, constând dintr-un gimnaziu și o academie. Atât cât a trăit, Beza a rămas interesat de educația superioară. În calitate de consilier, se bucura de respectul magistraților și pastorilor. Geneva îi este îndatorată pentru fondarea unei școli de drept în care au predat pe rând François Hotman, Jules Pacius și Denis Godefroy, cei mai eminenți juriști ai acelui veac.

## Cursul evenimentelor după1564
Ca succesor al lui Calvin, Beza s-a bucurat de un succes deplin, nu numai în îndeplinirea muncii sale, ci și în pacificarea Bisericii Geneveze. Magistrații își însușiseră ideile lui Calvin, iar guvernământul în chestiunile spirituale, ale cărui organe erau ,,predicatorii Cuvântului" și consistoriul, fusese întemeiat pe o bază solidă. Nici o controversată doctrinară nu s-a iscat după 1564. Discuțiile se ocupau de chestiuni de natură practică, socială sau ecleziastică, cum ar fi supremația magistraților asupra pastorilor, libertatea în predicare și obligația pastorilor de a se supune majorității societății pastorilor (la compagnie des pasteurs).
Beza nu își impunea voința asociaților săi și nu lua măsuri dure împotriva colegilor nejudicioși sau impulsivi, deși uneori se ocupa de aceste cazuri ca mediator; și totuși, întâmpina adeseori o opoziție atât de extremă încât amenința să demisioneze. Deși era înclinat să ia partea magistraților, știa cum să apere drepturile și independența puterii spirituale când se ivea ocazie, deși nu îi acorda o influență atât de puternică precum făcuse Calvin.
Activitatea sa a avut o mare amploare: a mediat între compagnie și magistratură; cea din urmă îi cerea sfatul chiar în chestiunile politice; coresponda cu toți liderii Reformei din Europa. După Masacrul din Ziua Sfântului Bartolomeu (1572), și-a folosit influența pentru a le oferi refugiaților o primire ospitalieră la Geneva.
În 1574 a scris Du droit des magistrats sur leurs sujets (,,Dreptul magistratului"), în care protesta împotriva tiraniei în chestiunile religioase și afirma că e legitim ca un popor să se opună practic unui magistrat nevrednic, chiar folosind arme sau destituindu-l, dacă este necesar.
Pe scurt, fără a fi un mare dogmatician, asemenea maestrului său, nici un geniu creator pe tărâm ecleziastic, Beza dispunea de calități care l-au făcut faimos ca umanist, exeget, orator și lider în chestiuni politice și religioase, calificându-l pentru a fi călăuza calviniștilor din întreaga Europă. În diversele dispute în care a fost implicat, Beza arăta deseori un exces de iritare și intoleranță, din cauza cărora au suferit mai ales Bernardino Ochino, pastorul congregației italiene din Zürich (datorită unui tratat care conținea unele afirmații controversate despre poligamie), și Sebastian Castellio din Basel (datorită traducerile Bibliei efectuate de el în latină și franceză).
Cu Franța reformată, Beza a păstrat relații din cele mai strânse. A fost moderatorul Sinodului General întrunit în aprilie 1571 la La Rochelle și a decis să nu abolească disciplina bisericească sau să recunoască guvernământul civil drept cap al Bisericii, așa cum cereau predicatorul parizian Jean Morel și filozoful Pierre Ramus; a decis de asemenea să confirme încă o dată doctrina calvinistă despre Cina Domnului (cu expresia ,,substanța trupului lui Cristos") împotriva zwinglianismului, ceea ce a cauzat o discuție foarte neplăcută între Beza, Ramus și Bullinger.
În anul următor (mai 1572), a avut un rol important în Sinodul Național de la Nîmes. A fost interesat de controversele ce priveau Confesiunea augustană în Germania, în special după 1564, despre persoana lui Cristos și sacramente, și a publicat câteva lucrări împotriva lui Westphal, Hesshus, Selnecker, Johannes Brenz și Jakob Andreae. Aceasta l-a făcut urât, mai ales după 1571, tuturor luteranilor care aderau la luteranism în opoziție cu Melanchthon.

## Colocviul de la Mumpelgart
Ultimul conflict polemic important al lui Beza cu luteranii exclusiviști a fost la Colocviul de la Mumpelgart, 14-27 martie 1586, la care a fost invitat de contele luteran Frederic de Württemberg, la dorința nobililor francezi care se refugiaseră la Mumpelgart. Intenționata uniune care era scopul colocviului nu a fost pusă niciodată pe ordinea de zi; totuși, colocviul a cauzat schimbări serioase în Biserica Reformată.
Când s-au publicat actele colocviului, așa cum au fost editat de Jakob Andreae, Samuel Huber, din Burg, lângă Berna, aparținând facțiunii luteranizante a clericilor elvețieni, a fost atât de revoltat de doctrina supralapsariană a predestinării prezentată la Mumpelgart de Beza și Musculus că a crezut de cuviință să îl denunțe pe Musculus la magistrații din Berna ca inovator în doctrină. Pentru a rezolva această chestiune, magistrații au stabilit un colocviu între Huber și Musculus (2 septembrie 1587), în care cel dintâi a susținut harul universal, iar cel din urmă harul particular. Colocviul rămânând fără rezultat, o dezbatere a fost fixată la Berna pentru 15-18 aprilie 1588, în care apărarea sistemului de doctrină i-a revenit lui Beza. Cei trei delegați ai cantoanelor elvețiene care au prezidat dezbaterea au declarat la final că Beza dovedise învățătura prezentată la Mumpelgart ca fiind cea ortodoxă, iar Huber a fost demis din funcție.

## Ultimele zile
După această dată, activitatea lui Beza s-a restrâns tot mai mult la problemele căminului său. Credincioasa sa soție Claudine murise fără copii în 1588, câteva zile înainte de plecarea sa la Disputația de la Berna. Patruzeci de ani trăiseră fericiți împreună. Beza s-a căsătorit, la sfatul prietenilor, cu Catharina del Piano, o văduvă genoveză, pentru a avea un ajutor la bătrânețe. Până la șaizeci și cinci de ani, Beza s-a bucurat de o sănătate excelentă, dar apoi o scădere graduală a vitalității a devenit perceptibilă. A continuat însă să predea până în ianuarie 1597.
Cea mai tristă experiență a bătrâneții sale a fost convertirea regelui Henric al IV-lea la catolicism, în ciuda înflăcăratelor exortații ale lui Beza (1593). În mod destul de ciudat, în 1596 iezuiții se pare că au răspândit vestea în Germania, Franța, Anglia și Italia cum că Beza și Biserica din Geneva se întorseseră în sânul catolicismului; Beza a replicat cu o satiră ce releva faptul că păstra încă înflăcărarea gândirii și vigoarea expresiei.
A murit în Geneva. Nu a fost îngropat ca și Calvin în cimitirul general Plain-Palais, ci, la ordinul magistraților, în Mănăstirea St. Pierre, ca nu cumva savoiarzii să-i răpească trupul și să îl ducă la Roma.

## Scrieri umaniste și istorice
În activitatea literară a lui Beza, ca și în viața sa, trebuie făcută distincție între perioada umanistă (încheiată cu publicarea volumului Juvenilia) și cea ecleziastică. Dar producții mai târzii ale sale, ca umanistul, sarcasticul, satiricul Passavantius și Complainte de Messire Pierre Lizet... dovedesc că în anii maturității s-a întors câteodată la prima sa dragoste. La bătrânețe, a publicat Cato censorius (1591) și a revizuit Poemata, din care a eliminat excentricitățile tinereții.
Dintre lucrările sale istoriografice, dincolo de Icones (1580), care are numai o valoare iconografică, pot fi menționate faimoasa sa Histoire ecclesiastique des Eglises reformes au Royaume de France (1580) și biografia lui Calvin, așa cum poate fi numită ediția sa de Epistolae et responsa (1575) ale lui Calvin.

## Lucrări teologice
Toate aceste studii umaniste și istorice sunt însă întrecute de scrierile sale teologice, conținute în Tractationes theologicae. Concepția sa despre viață este deterministă și baza gândirii sale religioase este recunoașterea predestinariană a necesității în existența temporală ca efect al unei voințe divine absolute, eterne și imutabile. Una din consecințe este că până și căderea rasei umane el o consideră esențială planului divin cu lumea. Beza elucidează în formă tabulară vederile religioase care emană dintr-o gândire fundamental supralapsariană. Acestea le-a adăugat instructivului său tratat Summa totius Christianismi.

## Noul Testament în greacăal lui Beza
Nu de mai mică importanță sunt contribuțiile lui Beza la studiile biblice. În 1565, a elaborat o ediție a Noului Testament în greacă, însoțită în coloane paralele de textul Vulgatei și de o traducere proprie (publicată deja în 1556). Acestora li se adăugau adnotări, de asemenea publicate anterior, însă de această dată mult îmbogățite și mărite.
În pregătirea acestei ediții a textului grecesc, dar mai mult în pregătirea celei de-a doua ediții, din 1582, Beza se poate să se fi slujit de două manuscrise foarte valoroase. Unul din ele e cunoscut ca Codex Bezae sau Cantabrigensis, pe care l-a făcut mai târziu cadou Universității din Cambridge; al doilea e Codex Claramontanus, pe care Beza l-a descoperit la Clermont (acesta se află acum la Biblioteca Națională din Paris).
Nu acestor surse, însă, le-a fost Beza cel mai mult îndatorat, ci ediției anterioare a eminentului Robert Estienne (1550), ea însăși bazată în mare măsură pe una din edițiile mai târzii ale lui Erasmus. Eforturile lui Beza în această direcție au fost extrem de utile posterității, iar același lucru se poate afirma la fel de bine despre traducerea făcută de el în latină și de notele prodigioase care o însoțeau. Traducerea latină a fost publicată de atunci de peste o sută de ori.
Deși unii deplâng doctrina lui Beza despre predestinare ca exercitând o influență prea puternică asupra interpretării pe care el o face Scripturii, nu există dubiu că el a ajutat mult la o înțelegere mai clară a Noului Testament.